# Weasenham All Saints
 (juillet 2023).
Weasenham All Saints est une paroisse civile et un village du Norfolk, en Angleterre.